# مركز الرواد للثقافة والمسرح
أسس مركز الرواد للثقافة والمسرح في عام 1998 في مخيم عايدة للجوء في مدينة بيت لحم، سجل المركز كمؤسسة غير ربحية بشكل رسمي في عام 2003. تعمل المؤسسة على مشاريع تسعى لتمكين الأطفال، والنساء من خلال التركيز على السلوك كطريقة لادراك الممارسات والمفاهيم من خلال وسائل فنية.

## من انتاجات المسرح
مسرحية «إحنا اولاد المخيم»
مسرحية «كل الحق على الذيب»
مسرحية «حنظلة»
مسرحية «مونولوجات غزة»
مسرحية «حقائق»
مسرحية «المحاكمة».

## أنشطة
كما قد عمل مركز الرواد«للثقاف، ومؤسسة» التربية والصحة النفسية بواسطة اللعب والفنون L’en-Jeux الفرنسية، على تنظيم سلسلة فعاليات في شهر أكتوبر 2018، ضمن حملة أطلق عليها شعار سلام يا صغار، مبادرة الشارقة لدعم أطفال فلسطين. وصلت الحملة ل140 طفلة وطفلا في مدينتي بيت لحم والخليل.